# Жданов Віктор Петрович
Ві́ктор Петро́вич Жда́нов (нар. 3 березня 1965, у селі Киселівка, Білозерський район, Херсонська область, УРСР) — український актор театру та кіно. Заслужений артист України (2009). Актор Національного драматичного театру імені Івана Франка (з 2022). Дворазовий володар кінопремії «Золота дзиґа» (2018, 2020).

## Життєпис
Народився 3 березня 1965 року, у селі Киселівка.
Закінчив Херсонське культурно-просвітницьке училище (нині — Херсонське училище культури) за спеціальністю режисер самодіяльних театральних колективів. Незакінчена вища освіта.
З 1986 року — артист у Херсонському обласному театрі ляльок.
З 1988-1996, та з 1999 — артист у Херсонському обласному українському музично-драматичному театрі ім. М. Куліша.
З 1997-го — артист Державного драматичного театру ім. О. С. Пушкіна (м. Майкоп, республіка Адигея, Росія).
З 2000-го до 2014 року — у Донецькому національному академічному українському музично-драматичному театрі.
У 2014—2022 роках  — актор у Київському академічному театрі драми і комедії на лівому березі Дніпра.
Наприкінці 2018 року був ведучим серії «Цинковий дим над Сарнами» передачі «Вижити в Україні» телеканалу ZIK.
З 2022 року  — актор у Національному академічному драматичному театрі імені Івана Франка.

## Особисте життя
Одружений. З дружиною Оленою Хохлаткіною разом працював у Донецькому українському театрі, але у 2014 році внаслідок окупації Донецька артисти залишили місто та переїхали до Києва. 
Донька — Оксана Жданова — актриса Національного академічного драматичного театру ім. Івана Франка. 
Син — студент операторського факультету.

## Театральні ролі
Національний академічний драматичний театр імені Івана Франка
- 2018 — «Земля» за Ольгою Кобильнською; реж. Давид Петросян — Батько (введення)

Київський академічний театр драми і комедії на лівому березі Дніпра
- 2014 — «Даринка, Гриць та Нечиста сила» В. Бойка  — Пан
- 2015 — «Пой, Лола, пой!» у п'єсі О. Чепалова за романом Г. Манна «Учитель Гнус…» — директор гімназії, музикант оркестру
- 2015 — «Три сестри» за п'єсою А. Чехова — Чебутикін Іван Романович
- 2015 — «20 років без повітря» за п'єсою Г. Яблонської «Язичники» — Боцман (Микола)
- 2017 — «Опіскін. Фома!» за повістю Ф. Достоєвського «Село Степанчикове та його мешканці» — Єжевікін Євграф Ларіонович, провінційний чиновник
- 2017 — «Життя попереду» Е. Ажара — Юссеф Кадир

Донецький національний академічний український музично-драматичний театр
- «Оргія» Лесі Українки — Меценат
- «Закат» за І.Бабелем — Беня Крик
- «Діамантовий дим» за І. Ільфом та Є. Петровим — Бендер
- «Енеїда» за І.Котляревським — Турн, Дарес
- «Без провини, винні» О. Островского — Муров
- «Мою жінку звати Моріс» Р. Шорта — Моріс
- «Звичайне диво» Є. Шварца — Адміністратор
- «Філумена Мортурано» Е. де Філіппо — Доменіко Соріано
- «Туди-сюди чотири рази» за п'єсою М. Фрейна «Шум за сціною» — Роджер
- «Милий друг» за Гі де Мопассаном — Той, хто завжди поруч
- «Історія коня» М. Розовського за повістю Л. Толстого «Холстомір» — Холстомір
- «Ходжа Насреддін проти еміра Бухарського» Н. Хаткіної — Джафар
- «Любов до гробу» А.Ніколаї — Маріо
- «Божевільний Журден» М. Булгакова — Латорильєр (маркіз Дорант)
- «У джазі тільки дівчата» О. Аркадіна-Школьніка — Осгуд Філдінг ІІІ
- «Скандал у Гранд-Опера, або Знайдіть тенора» К. Людвіга — Генрі Саундерс
- «Сорочинський ярмарок» за М. Гоголем — Цибуля
- «Зойчина квартира» М. Булгакова — Аметистов
- «Стриптиз» за п’єсою Ентоні МакКартена, Стефана Синклера, Жака Коллара «Ladies` Night» — Грехем

Херсонський обласний академічний музично-драматичний театр імені Миколи Куліша
- «Діти Арбату» за романом О. Рибакова — Максим
- «Закат» за І.Бабелем — Левка Крик
- «Моя прекрасна леді» Б.Шоу — Фредді
- «Наймичка» І.Карпенка-Карого — Москаль, Панас
- «Чмир», «Як пани так і ми» М. Кропивницького — Чмир
- «Левша» М. Лескова — Цар
- «Ой, Морозе-Морозенку» Л. Крупи — Богдан Хмельницький
- «Собор Паризької Богоматері» В. Гюго — Квазімодо
- «Три мушкетери» О. Дюма — Атос, Араміс
- «Блез» К. Маньє — Блез
- «Остання жінка Дона Хуана» Л. Жуховицького — Виконавець

## Фільмографія
| Рік  |    | Назва                             | Роль                        |
| ---- | -- | --------------------------------- | --------------------------- |
| 2015 | с  | Останній яничар                   | Гурій                       |
| 2015 | с  | Пес                               | рибак                       |
| 2016 | с  | На лінії життя                    | отець Володимир             |
| 2016 | с  | Забута жінка                      | епізод                      |
| 2016 | с  | Підкидьки                         |                             |
| 2016 | с  | Коли минуле — попереду            | Федір Валентинович Єрошин   |
| 2016 | с  | Пес-2                             | Фікса                       |
| 2017 | с  | Нюхач-3                           | Булигін                     |
| 2017 | с  | Конвой                            | куркуль                     |
| 2017 | ф  | Кіборги. Герої не вмирають        | «Старий»                    |
| 2017 | с  | Той, хто не спить                 | Іванов                      |
| 2017 | с  | Пес-3                             | Хромов, брат Миколи         |
| 2018 | с  | За законами воєнного часу-2       | Іванич                      |
| 2018 | ф  | Вулкан                            | Вова                        |
| 2018 | с  | Поверни моє життя                 | Лебедєв                     |
| 2017 | с  | Пес-4                             | експерт                     |
| 2018 | ф  | Я, ти, він, вона                  | тато Лєни                   |
| 2019 | ф  | Додому                            | дядя Вася                   |
| 2019 | с  | Спадкоємиця мимоволі              |                             |
| 2019 | ф  | Чорний ворон                      | Митрофан                    |
| 2019 | ф  | Захар Беркут                      | Хорун                       |
| 2020 | с  | Спіймати Кайдаша                  | Омелько Кайдаш              |
| 2020 | ф  | Екс                               | священник                   |
| 2020 | с  | І будуть люди                     | Свирид Івасюта              |
| 2020 | мф | Віктор Робот                      | Тато (голос)                |
| 2020 | с  | Сага                              | Ілля Козак                  |
| 2020 | ф  | Номери                            | № 3                         |
| 2020 | с  | Останній день війни               | Єгор Ілліч                  |
| 2021 | ф  | Я працюю на цвинтарі              | Петрович, директор цвинтаря |
| 2021 | с  | Кришталеві вершини                | дід Лавруша                 |
| 2021 | ф  | Чому я живий                      | Олекса, батько Фросі        |
| 2021 | с  | Кріпосна. Жадана любов            | Карпо Мальований            |
| 2021 | ф  | Бог простить                      | капелан                     |
| 2022 | ф  | Найкращі вихідні                  | конюх                       |
| 2022 | с  | Хазяїн                            |                             |
| 2023 | ф  | Мирний-21                         | Міхалич                     |
| 2023 | тф | Юрик. Дорога, не торкаючись землі | професор                    |
| 2023 | с  | Ботоферма                         | дід                         |
| 2024 | ф  | Конотопська відьма                | Старий                      |
| 2024 | ф  | Збори ОСББ                        | Семен Іванович              |

## Нагороди й номінації
| Рік                                                    | Категорія                            | Фільм                  | Результат |
| ------------------------------------------------------ | ------------------------------------ | ---------------------- | --------- |
| Національна кінопремія «Золота дзиґа»                  |                                      |                        |           |
| 2018                                                   | Найкраща чоловіча роль другого плану | Кіборги                | Перемога  |
| 2020                                                   | Найкраща чоловіча роль другого плану | Вулкан                 | Перемога  |
| 2023                                                   | Найкраща чоловіча роль               | Чому я живий           | Номінація |
| Національна премія кінокритиків «Кіноколо»             |                                      |                        |           |
| 2024                                                   | Найкращий актор                      | Сірі бджоли            | Перемога  |
| Премія «Чорний лотос»                                  |                                      |                        |           |
| 2025                                                   | Актор у кіно (головна роль)          | Сірі бджоли            | Перемога  |
| Ібаданський міжнародний кінофестиваль (Нігерія)        |                                      |                        |           |
| 2023                                                   | Найкраща чоловіча роль               | Чому я живий           | Перемога  |
| Міжнародний театральний фестиваль «Мельпомена Таврії»  |                                      |                        |           |
| 2006                                                   | Найкраща чоловіча роль другого плану | У джазі тільки дівчата | Перемога  |
| Фестиваль вистав для дітей та юнацтва «Золотий ключик» |                                      |                        |           |
| 2005                                                   | Найкраща чоловіча роль другого плану | Історія коня           | Перемога  |
| Міжрегіональний фестиваль «Театральний Донбас»         |                                      |                        |           |
| 2006                                                   | Найкраща чоловіча роль другого плану | У джазі тільки дівчата | Перемога  |